# Jacques Moulin (architecte)
Pour les articles homonymes, voir Jacques Moulin et Moulin (homonymie).
Né à Paris, Jacques Moulin a été architecte en chef des Monuments historiques de 1984 à 2021. Il a été responsable de la restauration des domaines de Saint-Germain-en-Laye, de Sceaux, de Fontainebleau et de Versailles, ainsi que de nombreux ouvrages historiques français. Il est également l’auteur de publications sur les jardins historiques, l’histoire de l’architecture et les travaux de restauration.

## Biographie
Après des études d'architecture à l'école de Paris-La Défense, avec Georges-Henri Pingusson et Marcel Lods, et d'histoire de l’art avec Alain Erlande-Brandenburg, Jacques Moulin est diplômé, en 1983, du Centre d'études supérieures d'histoire et de conservation des monuments anciens (école de Chaillot). Il remporte le concours d'architecte en chef des Monuments historiques en 1984 avec une thèse sur l'ancienne église du prieuré de Saint-Martin-des-Champs (actuel Conservatoire des arts et métiers) à Paris.
Il a été professeur à l'école d'architecture de Paris-La Défense de 1986 à 1994. En 2009, il s'associe avec trois confrères architectes en chef des Monuments historiques, Christophe Batard, Christophe Bottineau et Frédéric Didier, pour former l'agence 2BDM Architectes. Il a été président de la Compagnie des architectes en chef des Monuments historiques de 2004 à 2008. Il est actuellement vice-président de la Société française d'archéologie et répond à des missions internationales de développement patrimonial.
En 2005, il est lauréat du prix européen d'architecture Philippe Rotthier pour le chantier expérimental du château fort de Guédelon et la restauration, selon des principes durables des monuments, de Provins, Brie-Comte-Robert et Blandy-les-Tours.
Jacques Moulin est le rénovateur d'un courant interventionniste dans la restauration du patrimoine, ayant pour objectif de redonner aux monuments une valeur publique explicite. Ses projets ont permis le fort développement culturel et économique de certains sites (ville de Provins, châteaux de Chamerolles et de Blandy-les-Tours, prieuré de Saint-Séverin de Château-Landon, cathédrales d’Orléans et de Saint-Denis, Mobilier National et Manufacture des Gobelins à Paris…). Il a ainsi suscité des controverses, notamment  pour ses restaurations des châteaux de Chamerolles et  de Fontainebleau, en raison de ses choix de traitement de certaines façades,,.
Ses travaux à Versailles ont permis le rétablissement du Bosquet de la Reine et des allées couvertes, mais aussi la restauration des grilles et groupes sculptés de l'Orangerie, ainsi que celle de la fontaine du Char d’Apollon. À Trianon, il a pu restaurer le Hameau de la Reine et le Buffet d’Eau, et rétablir avec les équipes du domaine, le bassin Carré, le jardin du Roi, le parterre des Nymphes, les quinconces et l’esplanade du Laocoon.
Sur la basilique de Saint-Denis, il a restauré la façade occidentale en remettant en valeur le travail de l’architecte François Debret, la façade du bras sud du transept, avec sa rose monumentale du XIIIe siècle, et le déambulatoire de Suger, avec ses vitraux.
Le 14 mars 2025, il a participé à la pose de la première pierre du chantier de reconstruction du clocher nord et de la flèche de la basilique Saint-Denis, dont il avait conduit les études et projets.
Depuis 2022, Jacques Moulin est chargé des cours de Projet Patrimonial et de Restauration des jardins à l’École de Chaillot.

## Principales réalisations

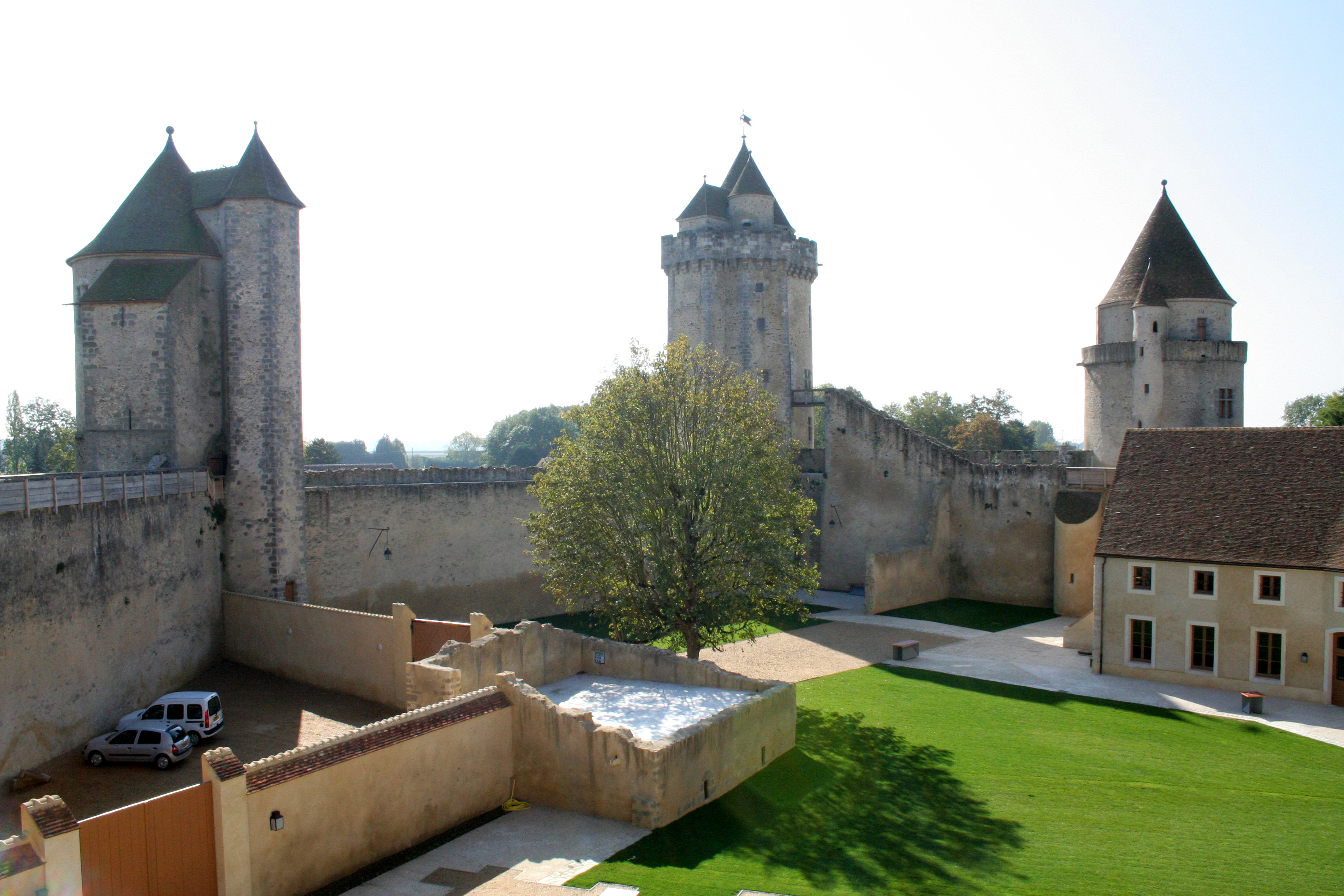
Château de Blandy-lès-Tours

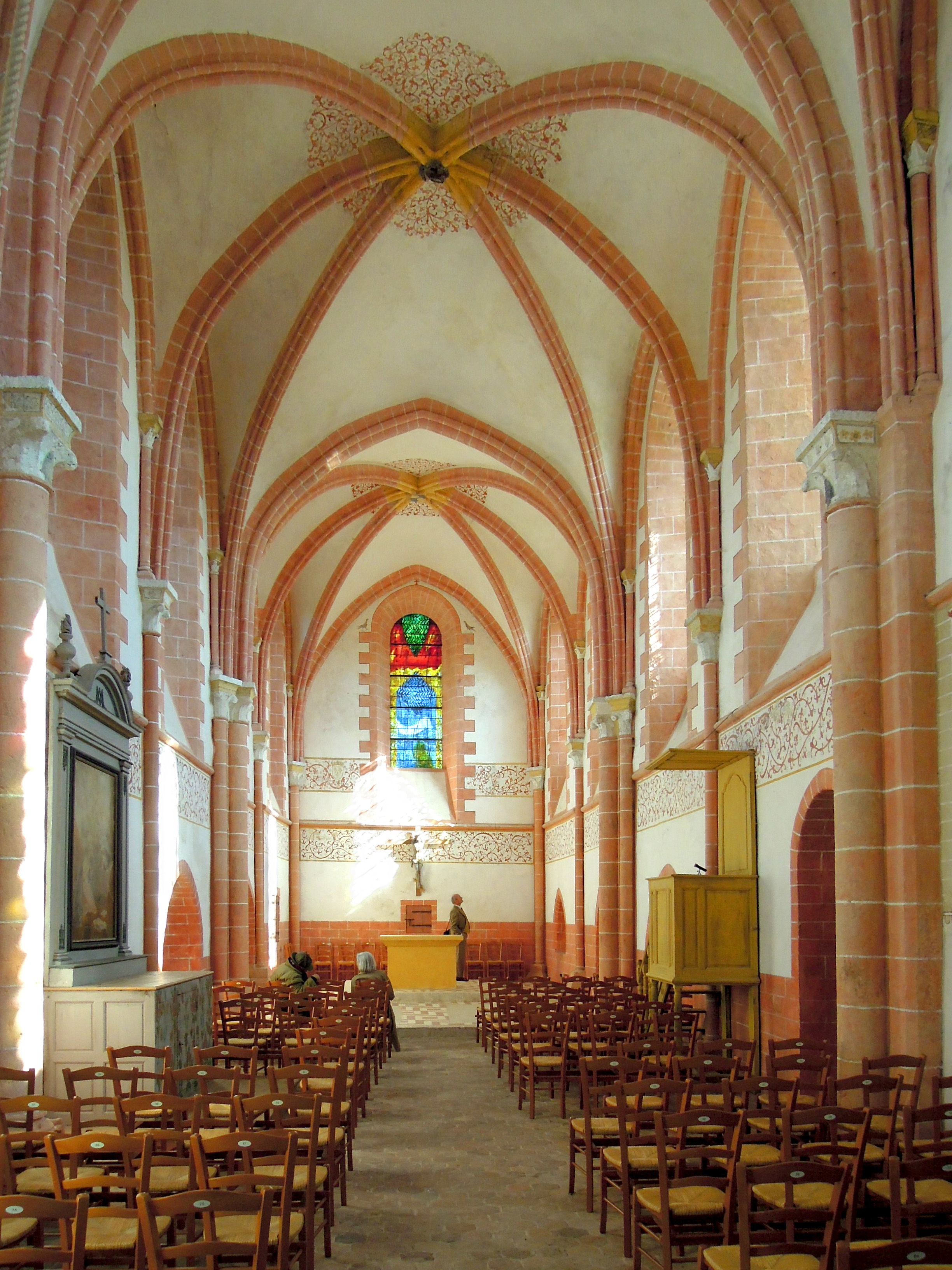
Église Saint-Menge de Lourps

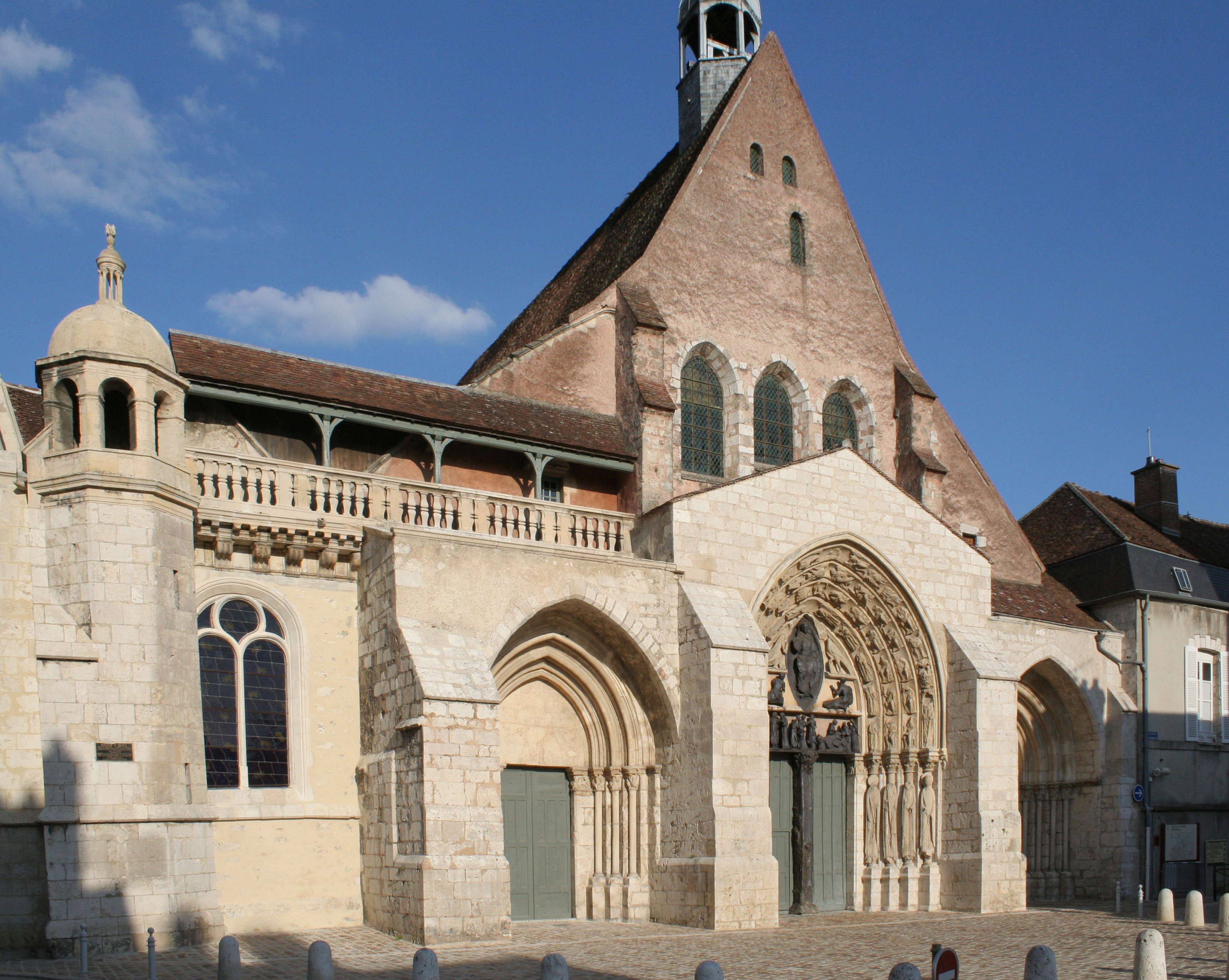
Église Saint-Ayoul de Provins, façade occidentale

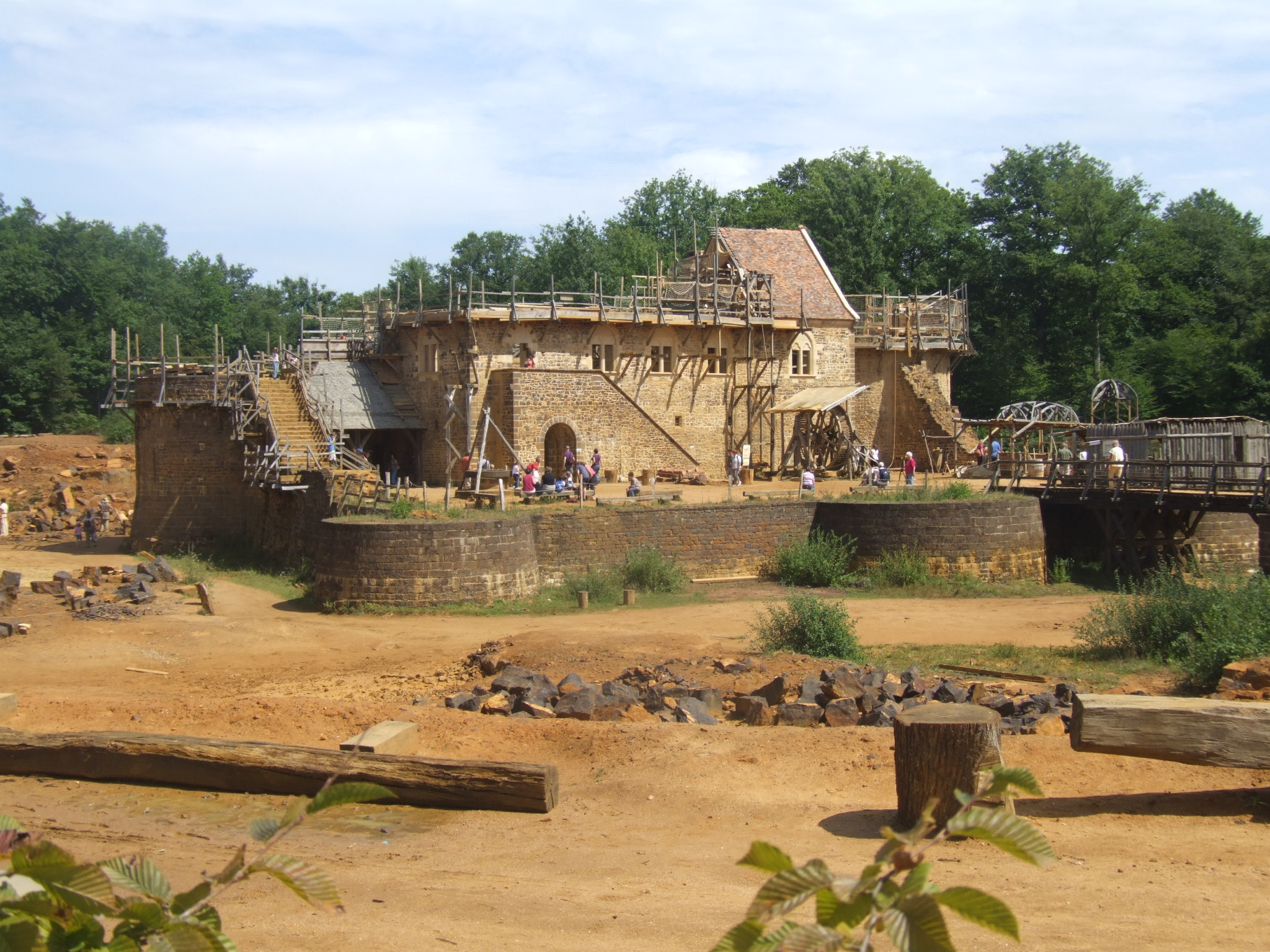
Le château de Guédelon, en juillet 2009

### Corse
- Restauration des monuments de Corse : églises Saint-Jean et Sainte-Marie de Bastia, églises Sainte-Marie et Saint-Dominique de Bonifacio, églises de la Canonica et Saint-Michel de Lucciana, église Sainte-Marie de Valle-d'Orezza, église Santa-Maria-Assunta de Borgo, église de Giocatojo, église Saint-Blaise de Calenzana, église de Stoppia Nova, couvent d'Alesani à Piazzali, chapelle impériale à Ajaccio[13], fortin de Girolata, etc.
- Aménagement et création du musée du Trésor dans l'église-Collégiale A Nunziata à Corbara[14].

### Dordogne
- Restauration et ouverture au public du château de Hautefort[1].

### Loiret
- Restauration du château de Chamerolles et réfection de ses jardins[15]'[source insuffisante].
- Restauration des arcs-boutants du chœur de la cathédrale Sainte-Croix d'Orléans, avec création de vitraux dans les chapelles rayonnantes avec Pierre Carron.
- Restauration de l'église Notre-Dame de Cléry, avec création de vitraux avec Pierre Chevalley et Gilles Rousvoal.
- Restauration du château Dunois, à Beaugency, avec réfection du jardin seigneurial.
- Restauration du chevet et du portail nord de l'abbatiale de Saint-Benoît-sur-Loire.
- Réfection de l'ancien Pont-aux-Prêtres à Sully-sur-Loire[16].
- Restauration et ouverture au public de l'église Saint-Étienne de Beaugency[17], avec création de vitraux avec Jean-Dominique Fleury.

### Paris
- Restauration et ouverture au public de la galerie d'exposition du Mobilier national.
- Restauration des façades et de la cour d'honneur du Mobilier national.
- Restauration du "château" et des bâtiments annexes de l'École militaire.

### Seine-et-Marne
- Restauration des monuments de Provins, notamment les remparts[18],[19], la tour César, la grange aux dîmes et l'église Saint-Quiriace.
- Restauration de l'église Saint-Ayoul, en collaboration avec le sculpteur Georges Jeanclos.
- Restauration de l'église prieurale et du portail sculpté de Saint-Loup-de-Naud
- Restauration du château de Blandy-les-Tours[20].
- Restauration de l'ancienne abbaye Saint-Séverin de Château-Landon, aujourd'hui maison de retraite départementale[1].
- Restauration du quartier Henri IV[21],[22], du jeu de paume, de la cour ovale, des couvertures du donjon, de la grotte des Pins et des grilles de la route des Cascades, ouverture au public de l'appartement du Pape, études du théâtre impérial, du boudoir turc et du cabinet de travail de Napoléon III au château de Fontainebleau.
- Restauration de la cathédrale Saint-Étienne de Meaux : tour nord, façade occidentale et vitraux de la baie axiale du chevet[23].
- Restauration du prieuré Saint-Sauveur[24], de la collégiale Notre-Dame et de l'église Saint-Aspais de Melun[18],[25].
- Restauration de l'ancien hôtel-dieu, de l'église Saint-Étienne et du Vieux-château à Brie-Comte-Robert.
- Restauration et ouverture au public du château de Champs-sur-Marne.
- Restauration de l'église Saint-Martin du Mesnil-Amelot.
- Restauration et protection des portails sculptés de l'église Saint-Éliphe de Rampillon.
- Restauration de l'église Saint-Menge de Lourps (commune de Longueville) et de ses décors peints.
- Restauration du chevet et de la façade occidentale de l'église Notre-Dame de Moret-sur-Loing.
- Restauration de l'église Saint-Hubert des Marêts et de sa charpente à la Philibert Delorme.
- Restauration de l'église Saint-Mathurin de Larchant.
- Restauration des portails de l'église Notre-Dame-et-Saint-Loup de Montereau-Fault-Yonne.

### Yvelines
- Restauration des jardins des châteaux de Versailles et de Trianon : Hameau de la Reine, Maison de la Reine, bosquet de la Reine, grilles et groupes sculptés de l'orangerie.

### Yonne
- Conception des plans du chantier expérimental du château de Guédelon[26],[27].

### Seine-Saint-Denis
- Restauration de la façade occidentale, de la rose sud, des vitraux anciens du déambulatoire et de la crypte de la basilique de Saint-Denis.
- Réaménagement du chœur liturgique de la basilique de Saint-Denis avec le sculpteur Vladimir Zbynovsky.

## Publications de l'architecte
Jardins
- Jacques Moulin, « Le château d'Aunoy et l'apparition en France du jardin à l'anglaise », Bulletin monumental, 1991, p. 201-224.
- Jacques Moulin, « Chamerolles, La reconstitution d’un jardin Renaissance », Dossiers de l’art, n° 89, août-septembre 2002, p. 12-17.
- Jacques Moulin, « Les Jardins à la française au 19e et au 20e siècles », Dossier de l’art, n° 89, août-septembre 2002, p. 126-133.
- Jacques Moulin, Les jardins de Vaux-le-Vicomte. Histoire, légendes et métamorphoses d'un chef-d'œuvre d'André Le Nôtre, Éditions Spiralinthe, 2014.
- Jacques Moulin, « Le Nôtre et le décor sculpté des jardins : Fontainebleau, Vaux-le-Vicomte et Versailles au XVIIe siècle », dans Bulletin monumental, 2014, p. 293-307.
- Jacques Moulin, « Les jardins du Grand-Trianon, de Michel Lebouteux à Richard Mique », Bulletin monumental, 2017, 175-2, p. 129-154.
- Jacques Moulin (dir.), Le Buffet d’Eau de Trianon, Une œuvre, Une restauration, Paris, RMN, 2023.
- Jacques Moulin, Les jardins de Versailles, 1623-1715, Paris, In fine, t. I, 2023.

Architecture
- Jacques Moulin, « Les architectures de l’abbaye Saint-Séverin », dans Isabelle Rambaud (dir.), Saint-Séverin de Château-Landon. De l’abbaye à la maison de retraite départementale, Conseil général de Seine-et-Marne, 2004, p. 97-127.
- Jacques Moulin, « Quand les châteaux étaient peints ou finition architecturale des façades et toitures sur les demeures françaises de la Renaissance et de l’époque classique », Bulletin du Centre de recherche du château de Versailles, 23 septembre 2009 ( [archive]. . Texte de l'intervention à l'occasion de « Couleurs de l'architecture », Colloque international – 31 janvier, 1er et 2 février 2002 au château de Versailles, Galerie Basse.
- Jacques Moulin, « Fontenay-Trésigny, château de Fontenay », dans Congrès archéologique de France. Monuments de Seine-et-Marne, 2015, p. 135-142.
- Jacques Moulin, « Les Marêts, église Saint-Hubert », dans Congrès archéologique de France. Monuments de Seine-et-Marne, 2015, p. 169-176.
- Jacques Moulin, « Lourps, église Saint-Menge (commune de Longueville) », dans Congrès archéologique de France. Monuments de Seine-et-Marne, 2015, p. 177-184.
- Jacques Moulin et Christophe Wagner, « Meaux, cathédrale Saint-Étienne. Notes sur les portails occidentaux », dans Congrès archéologique de France. Monuments de Seine-et-Marne, 2015, p. 211-216.
- Jacques Moulin, « Moret-sur-Loing, l'aile Renaissance de la maison Chabouillé », dans Congrès archéologique de France. Monuments de Seine-et-Marne, 2015, p. 249-260.
- Bertrand Jestaz et Jacques Moulin (dir.), Monuments de Corse, Congrès archéologique de France, Paris, Société française d’archéologie, 171, 2015.
- Jacques Moulin, « Sainte-Chapelle, vestiges de polychromie sur les porches haut et bas », Bulletin monumental, novembre 2018, 178-1, p. 59-62.
- Jacques Moulin, Trianon et le hameau de la Reine, Paris, Flammarion, 2019.
- Jacques Moulin, « Notes sur le massif occidental de Saint-Denis », Bulletin monumental, 178-3, 2020, p. 323-386.
- Jacques Moulin (dir.), Architecture en Seine-Saint-Denis, coll. Bibliothèque de la Société Française d’Archéologie, Nouvelle série, II, Paris, Société française d'archéologie, 2020.
- Jacques Moulin, « Conception architecturale et construction au XIIIe siècle : l’église du prieuré Saint-Victor de Bray (Oise) », Pratiques et usages du dessin dans l’architecture gothique (XIIIe-XVIe siècle), Bulletin monumental, Société française d’archéologie, 2021, 179-2, p. 125-154.

Restauration monumentale
- Jacques Moulin, « Le cas des enceintes fortifiées : l'exemple de Provins », dans Faut-il restaurer les ruines ? Entretiens du patrimoine, Mémorial de Caen, novembre 1990, Direction de l'architecture et du patrimoine - éditions Picard, 1991, p. 148-152.
- Jacques Moulin, « Le château de Blandy-les-Tours, une restauration adaptée aux besoins de la commune », dans Faut-il restaurer les ruines ? Entretiens du patrimoine, Mémorial de Caen, novembre 1990, Direction de l'architecture et du patrimoine - éditions Picard, 1991, p. 262-265.
- Jacques Moulin, « Monument historique et architectures contemporaines », dans Isabelle Rambaud (dir.), Saint-Séverin de Château-Landon. De l’abbaye à la maison de retraite départementale, Conseil général de Seine-et-Marne, 2004, p. 162-169.
- Jacques Moulin, « Un monument au fil des siècles », dans Isabelle Rambaud (dir.), Le château de Blandy-les-Tours, Conseil général de Seine-et-Marne - éditions Gaud, 2007, p. 156-189.
- Jacques Moulin, « Tous unis contre la réutilisation. Ou l’addition des excellentes raisons qui concourent à mettre en échec les projets de réutilisation des monuments qui en ont le plus besoin », dans Isabelle Rambaud (dir.), Reconvertir le patrimoine, Conseil général de Seine-et-Marne - éditions Lieux Dits, coll. « Cahiers Jean Hubert », 2011, p. 67-76.